# Alicia uruguayensis
Alicia uruguayensis är en havsanemonart som beskrevs av Oscar Henrik Carlgren 1927. Alicia uruguayensis ingår i släktet Alicia och familjen Aliciidae. Inga underarter finns listade i Catalogue of Life.